# Aurelio Miras Portugal
Aurelio Domingo Miras Portugal, nació en Carballino (Orense) el 28 de mayo de 1950, y es un político español.

## Comienzos en Política
Siendo un joven universitario activo en la lucha antifranquista fue captado, junto a gente joven orensana, por Eulogio Gómez Franqueira para formar una fuerza de centro autonomista que acabaría integrada en Unión de Centro Democrático. En lo que a estudios se refiere, es licenciado en Derecho. Fue concejal de Carballino y diputado provincial de Orense desde 1979 a 1987 por UCD. Fue también miembro del Parlamento de Galicia por UCD de 1981 a 1985, de Coalición Galega de 1985 a 1989, de Centristas de Galicia desde 1990 hasta 1993, y del Partido Popular de 1993 a 1997 y de 2005 a 2009.

## Director general de Turismo
Después de la nueva victoria electoral del PP en Galicia en las Elecciones de 1997, pasa a formar parte del gobierno gallego, tras ser nombrado director general de Turismo. Durante su etapa en esta dirección general llevó a cabo una política impulsada por Manuel Fraga Iribarne caracterizada por:
- El desarrollo reglamentario de la Ley de Ordenación y Promoción del turismo de 1997 mediante la redacción del reglamento de ordenación hotelera, el reglamento de municipios turísticos, el reglamento de fiestas de interés turístico, el reglamento de guías turísticos especializados, el reglamento de turismo activo, diversos proyectos de refundición normativa y la puesta en marcha de una escala de inspección turística.[1]
- El impulso del subsector termal mediante el fomento de la modernización y creación de nuevos establecimientos e instalaciones (balnearios de Laias, Lobios, Guitiriz, Mondariz, termas de la Chavasqueira...)[2]
- La rehabilitación de grandes monasterios para uso hotelero (monasterio de San Clodio, monasterio de Santo Estevo de Ribas de Sil, y el monasterio de Aciveiro)[3] y el impulso de la figura hotel monumento.
- El desarrollo do Plan de Excelencia Turística de Bayona y el Plan de dinamización turística de las  Tierras de Trives y la puesta en marcha do Plan de Excelencia Turística de Santiago de Compostela, el de Sangenjo-El Grove y Vivero y el plan de dinamización turística de Ribeiro-Carballino.[4]
- La potenciación del turismo urbano y de Congresos y Convenciones,[5] la cooperación fronteriza con Portugal y el turismo de naturaleza (proyecto municipio turístico verde en Mondoñedo y proyecto Life Tambre I en el cañón del río Tambre y fraga de Nimo).
- La coordinación de Turgalicia y la Sociedade de Gestión do Plan Xacobeo para la celebración del Ano Santo Jacobeo de 1999.

## Consejero de Emigración y Cooperación Internacional
Tras otra nueva victoria del PP en las Elecciones de 2001,  Manuel Fraga le asignó el cargo de Consejero de Emigración y Cooperación Internacional, cargo de nueva creación.
Durante su etapa como consejero:
- Redactó el proyecto de Ley de cooperación al desarrollo e incrementó los fondos destinados a los países en vías de desarrollo.

- Llevaría también a cabo una gran Cooperación con el IGADI y el INCYDE para la potenciación de la presencia internacional de la empresa y de la cultura de Galicia[6]

- Tuvo que afrontar la profunda crisis económica que afectó a Argentina (Corralito) y Uruguay entre los años 2001 y 2003, para el cual diseñaría un sistema de envío y entrega profesionalizada de medicamentos y alimentos, y crisis humanitarias como as inundaciones de Caracas y Santa Fe.

- Creó la Fundación Galicia Emigración para canalizar coordinadamente la ayuda de particulares y las principales empresas instaladas en Galicia enviada a estos países durante la mencionada crisis. Creó además el portal web de emigración "Galiciaberta".

- Divulgó las figuras de Celso Emilio Ferreiro y Eduardo Blanco Amor en Venezuela y Argentina, respectivamente y en colaboración con el Archivo de la Emigración del Consello da Cultura Galega llevó a cabo la recuperación y digitalización del patrimonio documental de la diáspora.

- Diseñó la 1ª política autonómica en la materia mediante el fomento del asociacionismo, la orientación social y laboral y ayudas sociales e individuales. Celebró convenios de colaboración con los ayuntamientos de mayor población inmigrante.

- Pese a estos logros, también tuvo que hacer frente a momentos muy duros. Así, tras el Desastre del Prestige fue partidario, junto con otros consejeros, de una acción propia no bajo la voluntad de la actuación do Estado. Esta situación acabaría con la destitución de José Cuíña del gobierno gallego.[7]

- En 2004 recibió el profesorado honoris causa por la Universidad de Ciencias Empresariales y Sociales de Buenos Aires en la  especialidad de Ciencias Políticas

## Desde 2005
En las Elecciones de 2005, el  PP obtuvo una vez más la victoria, aunque en esta ocasión, por primera vez desde 1989, se quedó a las puertas de una nueva mayoría absoluta. Con lo cual, PSOE y BNG llegaron a un pacto por el cual se coaligaron y formaron el "Bipartito gallego". Por esto, cesó en sus funciones de consejero en agosto de ese mismo año.
Como diputado del PP en la oposición, durante el periodo del Gobierno bipartito PSOE-BNG, contribuyó al consenso en la elaboración del dictamen de la Comisión especial de emigración. Fue redactor del proyecto de Ley de Turismo de Galicia donde consiguió consensuar varias enmiendas aunque su grupo parlamentario acabaría votando en contra del mismo.
En marzo de 2012, se produce su salto a la política a nivel nacional, ya que el gobierno de Mariano Rajoy le nombró director general de Migraciones, dirección que forma parte del Ministerio de Empleo y Seguridad Social.
Aurelio tiene cuatro hijos: 1 varón y tres mujeres sus nombres son: Ruth Miras, Eujenia Miras, Alejandro Miras, Carle Miras

| Predecesor: Nueva Creación | Consejero de Emigración y Cooperación Internacional de la Junta de Galicia 2001-2005 | Sucesor: Cargo Abolido |